# 사현사
사현사(四賢祠)는 전북특별자치도 김제시 금구면 산동리에 있는, 1934년 세워진 봉성온씨 사당이다. 2013년 10월 24일 김제시의 향토문화유산(유형) 제3호로 지정되었다.

## 개요
1934년 세워진 봉성온씨 사당이다. 김제시 금구면 산동리에 자리하고 있다. 사현사는 본래 대율리에 있었는데, 저수지 축조로 수몰되면서 현 위치로 이건되었다. 정면 3칸 측면 3칸의 맞배지붕 건물이 사당건물이고, 그에 달린 강당 건물이 하나 있다. 온씨는 바보 온달로부터 혈통이 시작되어, 신라의 온군해장군, 고려의 회양부사 온수로 혈통을 이어왔다. 그러다가 온수의 둘째 아들 온신이 공민왕 때 신돈의 전횡에 대해 직언하다가 유배받아 현 금구면(옛 봉성)으로 내려왔고, 이 때부터 봉성에 온씨가 모여 살기 시작했다. 사현사에서는 매년 음력 9월13일 추모제를 열어오고 있다. 